# Ceylon Workers' Congress
Le Ceylon Workers' Congress (singhalais : ලංකා කම්කරු කොංග්‍රසය   , tamoul : இலங்கை தொழிலாளர் காங்கிரஸ் ), régulièrement abrégé CWC, est un parti politique représentant les tamouls indiens du Sri Lanka. 

## Résultats électoraux

### Élections législatives
| Année | Voix   | %    | Sièges  | Alliance                   |
| ----- | ------ | ---- | ------- | -------------------------- |
| 1977  | 62 707 | 1,00 | 1 / 168 |                            |
| 2000  | 23 013 | 0,27 | 0 / 225 | [ note 1 ]                 |
| 2015  | 17 107 | 0,15 | 0 / 225 | [ note 2 ]                 |
| 2024  |        |      | / 225   | Nouveau Front démocratique |